# Munlack
Munlack är en sorts klisterkudde som användes på 1800-talet för att försluta kuvert. På den tiden fanns inte kuvert med gummerad förslutningsflik.
Munlack bestod av en centimeterstor rund platta, en knapp millimeter tjock, ett så kallat oblat, ibland kallat sigilloblat. Den tillverkades av ojäst deg av vete- eller majsmjöl, som fick torka. Vid användning fuktades ett munlackoblat med saliv och pressades mellan de pappersflikar som skulle sammanklistras.
För vanliga brev användes munlack i naturfärgen, men för sorgbrev förekom svartfärgat munlack. Munlack tillhandahölls i små pappaskar, innehållande några dussin oblater.

### Fotnoter
1. ↑   munlack i Nationalencyklopedins nätupplaga. Läst 29 januari 2015.